# Peterson-Olefinierung
Die Peterson-Olefinierung (auch Peterson-Reaktion oder Peterson-Eliminierung, nach Donald John Peterson) ist eine Namensreaktion aus der Organischen Chemie. Ein α-silyliertes Carbanion wird mit einem Keton (oder Aldehyd) zu einem Alken als Reaktionsprodukt eliminiert. Die Reaktionsführung kann hierbei unterschiedlich verlaufen, je nachdem ob die Reaktion sauer oder basisch stattfindet.

## Reaktionsmechanismus
Die Peterson-Olefinierung ist eine wichtige Reaktion der organischen Synthesechemie, da mit ihr diastereoselektiv cis- oder trans-Alkene aus β-Hydroxysilanen synthetisiert werden können. Aufarbeitung des β-Hydroxysilans mit Säure ergibt das eine Alken, während Aufarbeitung desselben β-Hydroxysilans mit Base das Alken mit entgegengesetzter Stereochemie ergibt.
- Saure Eliminierung (oben):

Die Behandlung des β-Hydroxysilans mit Säure resultiert über die Protonierung in einer anti-Eliminierung.
- Basische Eliminierung (unten):

Der Einfluss der Base auf das β-Hydroxysilan führt zu einer konzertierten syn-Eliminierung.
Da bereits im ersten Schritt zwei unterschiedliche Stereoisomere entstehen können, existieren insgesamt vier mögliche Reaktionswege:

### Alkylsubstituenten
Trägt das α-silyl-Carbanion nur alkyl-, wasserstoff, oder elektronenspendende Substituenten, kann die Stereochemie der Peterson-Olefinierung kontrolliert werden, da bei ausreichend niedriger Temperatur die Eliminierung so langsam verläuft, dass das intermediäre β-Hydroxysilan isoliert werden kann.
Einmal isoliert, können die diastereomeren β-Hydroxysilane getrennt werden. Ein Diastereomer wird mit Säure behandelt, während das andere mit Base behandelt wird, was in der diastereoselektiven Erzeugung von cis- und trans-Alken resultiert.

### Elektronenziehende Substituenten
Trägt das α-silylierte-Carbanion elektronen-ziehende Substituenten ist das β-Hydroxysilan-Intermediat zu instabil um isoliert werden zu können, es bildet sich umgehend das Alken.